# Agnès Soral
Pour les articles homonymes, voir Soral.
Cet article possède un paronyme, voir Agnès Sorel.
Agnès Soral, née Agnès Marielle Christiane Bonnet, née le 8 juin 1960 à Aix-les-Bains, en Savoie, est une actrice franco-suisse.

## Biographie

### Enfance et jeunesse
Agnès Marielle Christiane Soral naît avec le nom de famille « Bonnet » le 8 juin 1960 à Aix-les-Bains, en Savoie. La famille est originaire de Soral, ce qui lui vaut le nom d'usage « Bonnet de Soral ».
La famille s'établit peu après à Meudon-la-Forêt, avant la préemption par l'État de terrains forestiers appartenant au père, lequel exerce la profession de conseiller juridique. 
Son frère aîné de deux ans est l'essayiste Alain Soral avec qui elle a pris ses distances à la suite de ses nombreux propos « misogynes, antisémites et homophobes » qu'elle ne partage pas,.
Comme elle l'explique dans son autobiographie Frangin, elle s'installe avec sa famille à Paris, rue de Vaugirard, où elle fréquente notamment le cours Maupré (aujourd'hui lycée Paul-Claudel-d'Hulst, dans le 7e arrondissement de Paris), tenu par des dominicaines.
En 1973, le père d'Agnès Soral est condamné pour escroquerie et incarcéré à la prison de Champ-Dollon à Genève. La famille s’installe alors à Grenoble dans le quartier de la Capuche. Elle mentionne avoir habité au-dessus d'une loge maçonnique.
Agnès s'inscrit au Conservatoire à rayonnement régional de Grenoble et intègre la troupe « Le foyer Parmentier » qui se produit dans les écoles maternelles de la région.

### Débuts en tant qu'actrice
L’année de ses 16 ans, ouvreuse au Théâtre d'art et d'essai à Paris, elle remplace au pied levé une comédienne dans Voyage avec la drogue et la mort de Dimítris Kollátos. 
La même année, elle rencontre par hasard le comédien Jean-Claude Drouot – dont la notoriété date de la série télévisée des années 1960 Thierry la Fronde – qui lui donne l'envie de devenir comédienne.

### Carrière dans le cinéma
À 17 ans seulement, sous ce pseudonyme, Agnès Soral tient son premier rôle à l'écran dans Un moment d'égarement, réalisé par Claude Berri (1977). Par ce film, elle est révélée au grand public grâce à son rôle d’adolescente pratiquant le topless et qui est séduite par un homme d’âge mûr, le meilleur ami de son père, incarné par Jean-Pierre Marielle.
Six ans plus tard, elle retrouve Claude Berri dans Tchao Pantin (1983), qui lui permet de confirmer son talent dans un rôle plus dramatique, celui d'une jeune punk fragile. Sa prestation lui vaut deux nominations aux César 1984 : « meilleur jeune espoir féminin » et « meilleure actrice dans un second rôle ».
Dans les années 1980, elle apparaît aussi chez Yves Boisset, Denys Granier-Deferre et Jean-Marie Poiré.
Plus discrète au cinéma dans les années 1990, elle s'investit davantage au théâtre, puis à la télévision, où elle participe à plusieurs téléfilms. Elle tourne cependant régulièrement avec Claude Lelouch à partir de 1996.
Elle réalise le court métrage Ça boume, et assure la mise en scène de la pièce Train de vie de Nathalie Mongin au théâtre du Chaudron au sein de La Cartoucherie, à Vincennes.

### Autres interventions dans les médias
Le 30 mars 2005, Stéphane Guillon fait de l'humour, dans 20 h 10 pétantes, à propos du viol dont Agnès Soral a été victime en Espagne, alors qu’elle est présente sur le plateau. Stéphane Guillon se justifie ensuite en expliquant qu'il fustigeait la police espagnole chargée de retrouver le violeur et qu'il ne voulait en aucun cas heurter l’actrice.
En 2006, elle participe à l'émission Je suis une célébrité, sortez-moi de là !, où elle prend fait et cause pour la protection de la forêt amazonienne. Elle a également participé à l'émission Vis ma vie dans l'épisode Agnès Soral : toiletteuse pour chiens.
En 2007, elle se produit dans un one woman show intitulé Agnès Soral aimerait bien vous y voir.

### Vie privée
Agnès Soral est la sœur cadette de l'essayiste Alain Soral, qui déclare avoir eu un arrière-grand-père « premier ciseau » chez le plus grand tailleur de Genève.
Alors que son frère entame une carrière d'écrivain au début des années 1990, Agnès Soral l'autorise à profiter de sa notoriété en adoptant son pseudonyme. En 1993, un décret a substitué son pseudonyme — Soral — à son nom patronymique. Elle dénonce les prises de position antisémites, misogynes et homophobes de son frère et annonce ne plus le fréquenter depuis plusieurs années,. Leur dernière apparition commune à la télévision date de 2003.
Elle est également la sœur de la productrice Jeanne Soral.
Agnès Soral est la mère de deux filles, dont l’une est née en 1988.

### Engagement
Depuis 2007, elle est marraine de l'association Aquaverde qui soutient le peuple indigène Suruí d'Amazonie dans son combat pour sauver la forêt amazonienne et ses peuples autochtones[réf. nécessaire].

## Filmographie

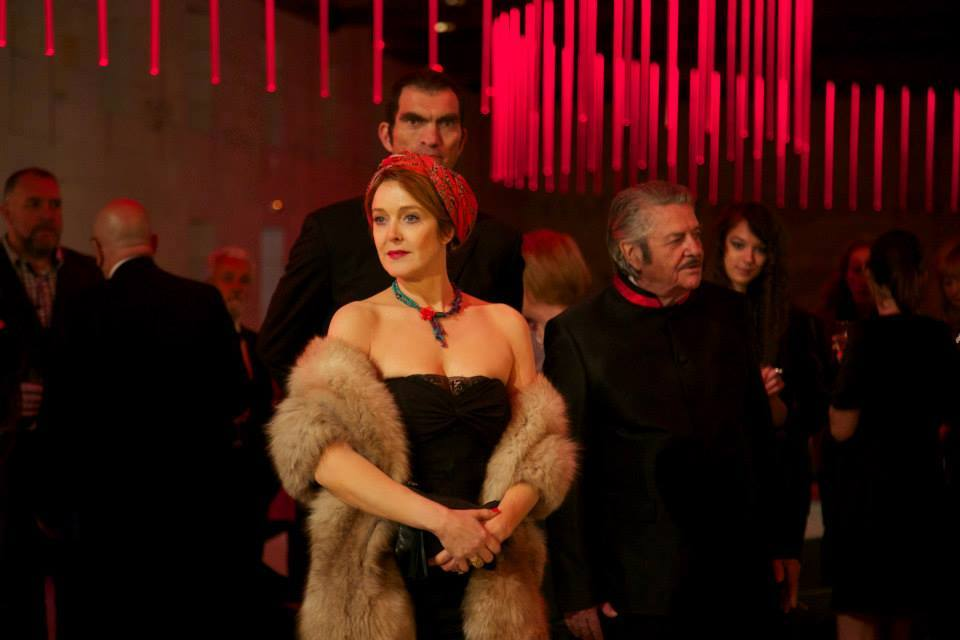
Plateau de tournage du film Calomnies de Jean-Pierre Mocky, en 2014.

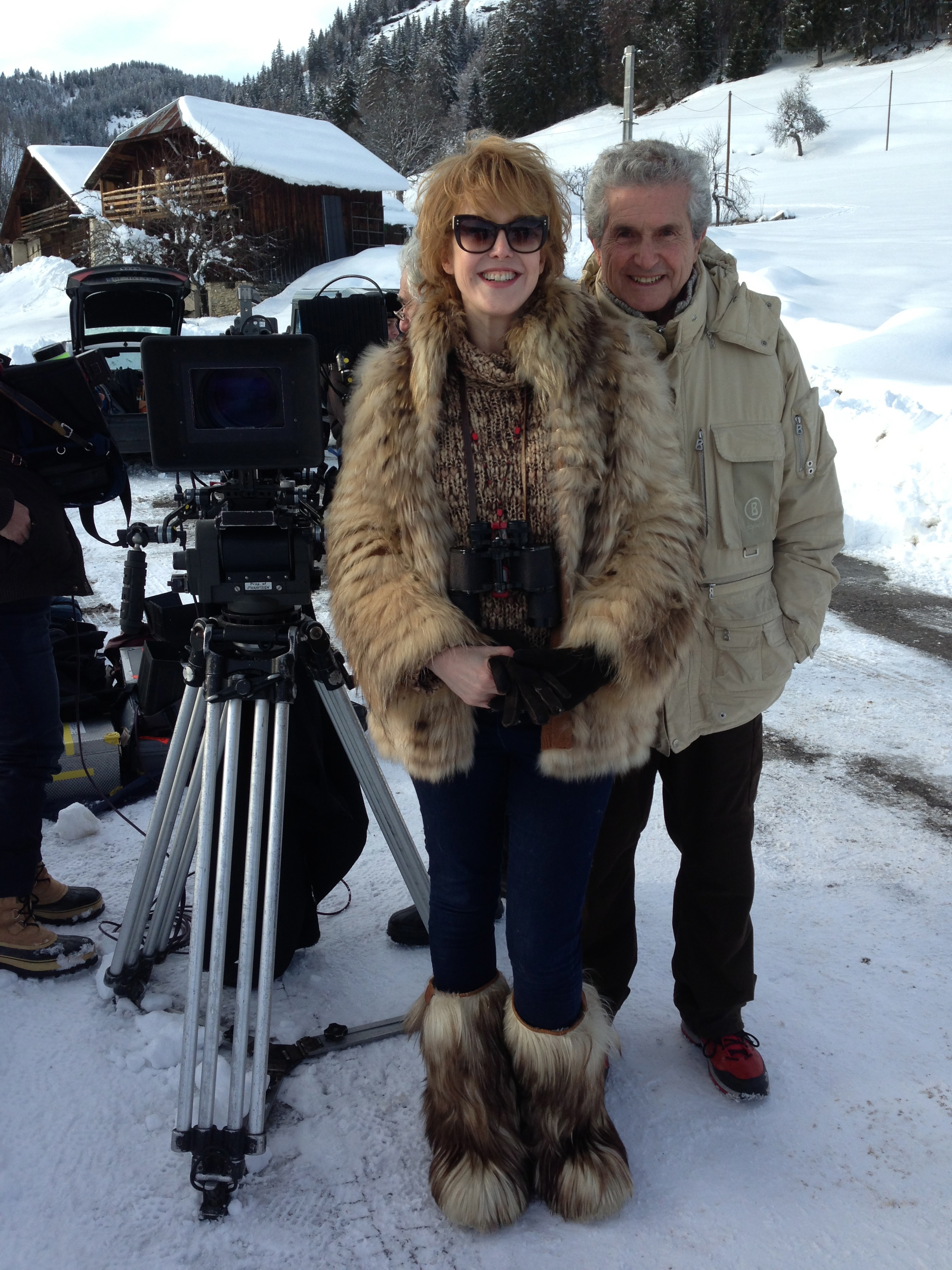
Agnès Soral et le réalisateur Claude Lelouch sur le tournage de Salaud, on t'aime, sorti en 2014.

### Cinéma

#### Longs métrages
- 1977 : Un moment d'égarement de Claude Berri : Françoise
- 1978 : Chaussette surprise de Jean-François Davy : Charlotte
- 1983 : Tchao Pantin de Claude Berri : Lola
- 1984 : Réveillon chez Bob de Denys Granier-Deferre : Florence, dite Floloulou
- 1985 : Diesel de Robert Kramer : Anna
- 1986 : Killing Cars de Michael Verhoeven : Violet Blum
- 1986 : Bleu comme l'enfer d'Yves Boisset : Carol
- 1986 : I Love You de Marco Ferreri : Hélène
- 1986 : Twist again à Moscou de Jean-Marie Poiré : Tatiana
- 1988 : Trois Sœurs (Paura e amore) de Margarethe von Trotta : Sabrina
- 1988 : Prisonnières de Charlotte Silvera : Nicole Beck
- 1989 : Australia de Jean-Jacques Andrien : Agnès Deckers
- 1990 : Après après-demain de Gérard Frot-Coutaz : Sophie
- 1994 : Salades russes de Youri Mamine : Nicole
- 1994 : Le Ballon d'or de Cheik Doukouré : Isabella
- 1996 : Hommes, femmes : mode d'emploi de Claude Lelouch : petite amie de Fabio Lini
- 1996 : Le Roi des Aulnes de Volker Schlöndorff : Rachel
- 1996 : Oui d'Alexandre Jardin
- 1997 : C'est la tangente que je préfère de Charlotte Silvera : la mère de Sabine
- 1998 : Ça n'empêche pas les sentiments de Jean-Pierre Jackson : Odette
- 1998 : Comme une bête de Patrick Schulmann : Claudia
- 1998 : Je suis vivante et je vous aime de Roger Kahane : Lucie
- 2000 : Les gens en maillot de bain ne sont pas (forcément) superficiels d'Éric Assous : Anita
- 2002 : Les Filles, personne s'en méfie de Charlotte Silvera : la monteuse
- 2003 : Livraison à domicile de Bruno Delahaye : la tante de Marylin
- 2004 : L'Incruste, fallait pas le laisser entrer ! de  Corentin Julius et  Alexandre Castagnetti : Josiane
- 2004 : Les Parisiens de Claude Lelouch : la femme de Pierre
- 2005 : L'Antidote de Vincent de Brus : Nadine Marty
- 2005 : Le Courage d'aimer de Claude Lelouch : invitée du mariage
- 2006 : Les Oiseaux du ciel de Éliane de Latour : La Blanche
- 2006 : Les Brigades du Tigre de Jérôme Cornuau : Amélie
- 2011 : Par les épines de Romain Nicolas : Rose
- 2012 : Cassos de Philippe Carrese : Mathilde
- 2012 : Pauvre Richard de Malik Chibane : Mme Pélissier
- 2014 : Salaud, on t'aime de Claude Lelouch : Bianca
- 2014 : Calomnies de Jean-Pierre Mocky : Kenou
- 2019 : La Vertu des impondérables de Claude Lelouch : l'inspectrice
- 2022 : Le Principal de Chad Chenouga : Mme Cebulla

#### Courts métrages
- 1995 : Le Vrai faux Cinématon d'Agnès Soral de Gérard Courant
- 2012 : Des arêtes dans le bifteck de Patricia Dinev
- 2013 : Nul d'Yves Alion
- 2014 : Toi Femmes de Micheline Abergel et Josselin Mahot
- 2019 : Quand l'été a disparu de Raphaël Daniel

### Télévision (sélection)
- 1977 : Brigade des mineurs de Claude Loursais, épisode Incidents mineurs
- 1977 : Un comique né de Michel Polac
- 1978 : Les Héritiers, épisode Photos de famille de Juan Luis Buñuel : Béatrice
- 1979 : Aujourd'hui deux femmes de Daniel Moosmann : Paula
- 1980 : Je dors comme un bébé de Jacques Fansten
- 1980 : C'est grand chez toi de Patrick Jamain : Claire
- 1981 : Minitrip de Pierre Joassin : Valérie
- 1983 : Zone rouge de Robert Valey
- 1984 : Noces de soufre de Raymond Vouillamoz : Anne Letellier
- 1989 : Mon dernier rêve sera pour vous de Robert Mazoyer : Nathalie de Noailles
- 1989 : Bonne Espérance de Pierre Lary et Philippe Monnier : Prudence Beauvilliers
- 1989 : Un français libre de Jim Goddard : Nellie Planchet
- 1989 : Fantômes sur l'oreiller de Pierre Mondy : Elisabeth Labarge
- 1993 : Tout va bien dans le service de Charlotte Silvera : Claire
- 1993 : Maigret, épisode Maigret se défend d'Andrzej Kostenko
- 1993 : Prat et Harris de Boramy Tioulong : Prat
- 1994 : Target of Suspicion de Bob Swaim : Chandreau
- 1994 : Maigret épisode La Patience de Maigret d'Andrzej Kostenko
- 1995 : Catherine la Grande (en) de Marvin J. Chomsky et John Goldsmith : la comtesse Bruce
- 1995 : L'Embellie de Charlotte Silvera : la première prostituée
- 1997 : Un étrange héritage de Laurent Dussaux : Sabine Castel-Fortin
- 1998 : Blague à part : Isabelle Dumont (deux saisons)
- 2001 : Un homme à défendre de Laurent Dussaux : Marthe Rambal
- 2001 : Joséphine, ange gardien, épisode La comédie du bonheur de Dominique Baron
- 2003 : Drôle de genre de Jean-Michel Carré : Dominique Bazin
- 2003 : Louis la Brocante, épisode Louis, Mathilde et les autres de Pierre Sisser
- 2003 : Le Camarguais, épisode Rave d'un jour de William Gosterman
- 2003 : L'Affaire Martial de Jean-Pierre Igoux : Jeanne Martial
- 2003 : Péril imminent de Christian Bonnet
- 2004 : Femmes de loi, épisode Mortelle orpheline de Denis Malleval
- 2005 : Retiens-moi de Jean-Pierre Igoux : Barbara
- 2006 : La Voie de Laura de Gérard Cuq : Rachel
- 2006 : Camping Paradis, épisode pilote de Didier Albert : Béatrice
- 2007 : Sauvons les apparences ! de Nicolas Borgeat : Marie-Claire
- 2008 : Sous le soleil, deux épisodes : Lise Hamon
- 2009 : Suite noire : La musique de papa de Patrick Grandperret : la mère de Jules
- 2011 : Les Invincibles de Alexandre Castagnetti et Pierric Gantelmi d'Ile (saison 2) : Savannah
- 2011 : À dix minutes de nulle part de Arnauld Mercadier : Madame Roger-Maillard
- 2011 : Commissaire Magellan d'Étienne Dhaene, épisode Un instant d'égarement : Barbara
- 2012 : Julie Lescaut, épisode Cougar : Anna Jensen
- 2012 : L'Été des Lip de Dominique Ladoge : Suzanne Forestier
- 2012 : L'Heure du secret de Elena Hazanov : Hélène Berthin
- 2013 : Rouge Brésil de Sylvain Archambault : Éléonore
- 2013 : Hitchcock by Mocky, épisode Demande en mariage
- 2014 : Coup de cœur de Dominique Ladoge : Chantal
- 2014 : Famille d'accueil, épisode Fan : Suzy
- 2014 : Nicolas Le Floch, épisode Le Cadavre anglais de Philippe Bérenger : Dame Cahuet de Villiers[10]
- 2015 : Le Sang de la vigne, épisode Ne tirez pas sur le caviste d'Aruna Villiers : Émilie Huguenin
- 2016 : Le Choix de Cheyenne de Jean-Marc Brondolo : Laura
- 2018 : Mongeville, épisode Remous en thalasso : Barbara Lenoir
- 2018 : HP (série du bouquet de chaînes OCS) : Valérie
- 2019 : Un avion sans elle de Jean-Marc Rudnicki : Nicole Vitral
- 2019 : Commissaire Magellan, épisode Sang d'encre réalisé par Étienne Dhaene : Barbara
- 2019 : Myster Mocky présente, épisode Une retraite paisible de Jean-Pierre Mocky
- 2020 : Commissaire Magellan, épisode Mortel refrain : Barbara
- 2021 : La Fille dans les bois de Marie-Hélène Copti : Danielle
- 2021 : Face à face de July Hygreck et Julien Zidi
- 2022 : Plus belle la vie (saison 18) : Charlotte Gauthier
- 2022 : Juliette dans son bain de Jean-Paul Lilienfeld : Ariane

## Théâtre
- Train de vie de Nathalie Mongin, mise en scène Agnès Soral, théâtre du Chaudron à La Cartoucherie de Vincennes
- C’est pas du Ronsard, one woman show, mise en scène Éric Métayer
- Dawn town project, spectacle musical, mise en scène Charlélie Couture
- Chantecler d’Edmond Rostand, mise en scène Jérôme Savary, théâtre national de Chaillot
- Voyage avec la drogue et la mort, mise en scène Dimítris Kollátos

- 1980 : Le Garçon d’appartement mise en scène Gérard Lauzier
- 1991 : Calamity Jane de Jean-Noël Fenwick, mise en scène Jacques Rosny, théâtre Montparnasse
- 1991 : La Facture de Françoise Dorin, mise en scène Raymond Gérôme, théâtre des Bouffes-Parisiens
- 1990 : Des journées entières dans les arbres de Marguerite Duras, mise en scène Jean-Luc Tardieu, maison de la culture de Loire-Atlantique à Nantes, Centre national de création d'Orléans
- 1995 : L'Assemblée des femmes d'Aristophane, mise en scène Jean-Luc Tardieu, maison de la culture de Loire-Atlantique à Nantes
- 1998 : Château en Suède de Françoise Sagan, mise en scène Annick Blancheteau, théâtre Saint-Georges
- 2000 : Une chatte sur un toit brûlant de Tennessee Williams, mise en scène Patrice Kerbrat, théâtre de la Renaissance
- 2001 : Maître Puntila et son valet Matti de Bertolt Brecht, mise en scène Daniel Benoin, Comédie de Saint-Étienne
- 2004 : Un beau salaud de Pierre Chesnot, mise en scène Jean-Luc Moreau, théâtre de Paris
- 2005 : Les Héritiers d'Alain Krief, mise en scène Jean-Pierre Dravel et Olivier Macé, théâtre Rive gauche
- 2007 : Agnès Soral aimerait bien vous y voir de Jacques Pessis et Agnès Soral, mise en scène Jean-Luc Moreau, Comédie de Paris
- 2012 : La Chieuse de Patrice Dard et Jean Franco, mise en scène Philippe Hersen, Comédie-Caumartin[11]
- 2016 : Sœurs malgré tout d'Armelle Jover, mise en scène Raymond Acquaviva, théâtre Tête d'or
- 2020 : Toâ de Sacha Guitry, mise en scène Anne Bourgeois, tournée et théâtre Tête d'or

## Distinctions

### Nominations
- César 1984 : 
  - César de la meilleure actrice dans un second rôle pour Tchao Pantin
  - César du meilleur espoir féminin pour Tchao Pantin

### Récompenses
- 2010 : remise du prix Reconnaissance des cinéphiles à Puget-Théniers par l'association « Souvenance de cinéphiles » pour l'ensemble de sa carrière.

## Publications
- Frangin, Paris, éditions Michel Lafon, 2015, 288 p.  (ISBN 9782749924298)